# Urban fantasy
Urban fantasy, letterlijk vertaald stadse fantasie, maar in het Nederlands ook wel bekend als contemporaine fantasy, is een onderdeel van het fantasygenre. Urban fantasy onderscheidt zich doordat het fantastische onderdelen plaatst in onze eigen leefomgeving en tijd.

## Inhoud van het genre
Urban fantasy bevat vaak wezens als vampieren, weerwolven en heksen in een hedendaagse setting. Die setting, die vaak verstedelijkt is, brengt veelal een wat duistere, soms zelfs dystopische sfeer met zich mee. Soms zijn de hoofdpersonen ook betrokken bij het oplossen van misdaden. In dergelijke verhalen vindt je vaak een sfeer en esthetiek die doet denken aan film noir. Vaak bevinden zij zich tussen de normale en paranormale wereld in en vervullen zo een overbruggingsfunctie.
Waar sommige fantasy veel tijd nodig om de wereld uiteen te zetten waarin het verhaal zich afspeelt, is dit in urban fantasy veel minder het geval, aangezien een groot deel van het verhaal zich in onze wereld afspeelt. Boeken uit dit genre zijn daardoor over het algemeen wat korter dan fantasyboeken die zich in een andere wereld afspelen, zo rond de 200 pagina's. Dit kenmerk, in combinatie met de hogere toegankelijkheid doordat de wereld al bekend is, maakt dat veel young adult- en new adult-boeken onderdeel uitmaken van het genre. Wat het genre ook aantrekkelijk maakt voor jongere volwassenen, is dat het genre vaak ook elementen het paranormale romantiek genre bevat. Urban fantasy bevat romantische ontwikkelingen echter - in tegenstelling tot paranormale romantiek - vaak als subplot en niet als primaire focus.

### Eerste boeken uit het genre
Hoewel in de jaren 1990 het genre als geheel en onder de huidige naam opkwam, kunnen ook in eerdere boeken al vroege voorlopers gezien worden. Zo speelden boeken als Dracula, Frankenstein en A Christmas Carol zich allen af in een stedelijke setting en vertoonden ze veel andere trekken van het genre.

## Voorbeelden

### Boeken(series)
- Ben Aaronvitch, Peter Grant-serie[1]
- Anne Bishop, De Anderen-serie[2]
- Patricia Briggs, Mercy Thompson-serie[5]
- Jim Butcher, The Dresden Files-serie[3]
- Cassandra Clare, Kronieken van de Onderwereld-serie[2][4]
- Neil Gaiman, Neverwere, American Gods en Good Omens[1][2][3]
- Charlaine Harris, Sookie Stackhouse Mysteries-serie[5]
- Kim Harrison, Heksen &-serie[7]
- Natalie Koch, De Verborgen Universiteit[1]
- Sarah J. Maas, Crescent City-serie[2]
- Richelle Mead, Academicus Vampyrus-serie[4]
- Stephenie Meyer, Twilight-serie[4]
- Tisa Pescar, Maanmysteries-serie[1]
- Rick Riordan, Percy Jackson en de Olympiërs-serie[5]

### Tv en film
- Buffy the Vampire Slayer[5]
- Charmed
- Grimm
- Heroes
- IZombie
- Legends of Tomorrow
- Lucifer
- Shadowhunters
- Sleepy Hollow
- Supernatural
- Teen Wolf
- The Umbrella Academy
- Warrior Nun
- Wednesday